# Zamek w Bardzie
Zamek w Bardzie – zamek wzniesiony w końcu XIII wieku na stoku Bardzkiej Góry. Zniszczony w XV wieku.

## Położenie
Zamek leżał na niewielkim spłaszczeniu bocznego ramienia Bardzkiej Góry, ograniczającego od zachodu Obryw Bardzki, na wysokości około 420 m n.p.m.

## Historia
Zamek w Bardzie został wzniesiony najprawdopodobniej pod koniec XIII wieku. W 1301 roku Bolko I Surowy sprzedał go rycerzowi z Dzbanowa. Budowa została zniszczona prawdopodobnie w czasie wojen husyckich około roku 1425, niewykluczone jednak, iż brał także udział w konflikcie z 1467 roku pomiędzy Czechami a Wrocławiem. Niedługo potem okoliczni mieszkańcy rozebrali mury, a dzieła zniszczenia dokonało trzęsienie ziemi z 24 sierpnia 1598, w wyniku którego część muru obwodowego osunęła się po stromych zboczach góry.
W latach 1982–1991 przeprowadzono prace archeologiczne i konserwatorskie, w wyniku których odsłonięto fundamenty budowli. W trakcie badań wydobyto fragmenty ceramiki naczyniowej oraz rzeczy wykonane z metalu w postaci: gwoździ, grotów, podków, okuć, strzemion, sprzączek i ostróg. W piwnicy jednego z pomieszczeń znaleziono 12 srebrnych groszy praskich Jana I Luksemburskiego, odkryto także wyroby wykonane z kości.

## Architektura
Zamek wzniesiony z kamienia łamanego składał się z dwóch części: wyżej położonego murowanego zamku właściwego o zarysie owalu i oddalonego o 30 m, pozbawionego budowli murowanych podzamcza, o rzucie zbliżonym do trójkąta. Murowana część założenia miała wymiary około 30 × 50 m i około 500 m² powierzchni. Otoczona była częściowo zachowanym murem obwodowym o szerokości 2,2 m. W odcinku południowo-wschodnim obwodu znajdowała się furta o szerokości 1,9 m; w pobliżu furty zlokalizowana była wolno stojąca cylindryczna wieża o średnicy 10 m. Wzdłuż odcinka północnego i zachodniego muru obwodowego znajdował się ciąg zabudowań.
W efekcie działań konserwatorskich zamek w Bardzie uzyskał zachowaną do dziś formę uczytelnionego obwodu murów obronnych, budynków mieszkalnych z fragmentami sklepień oraz wieży w postaci murku do wysokości około 1 m.

## Galeria

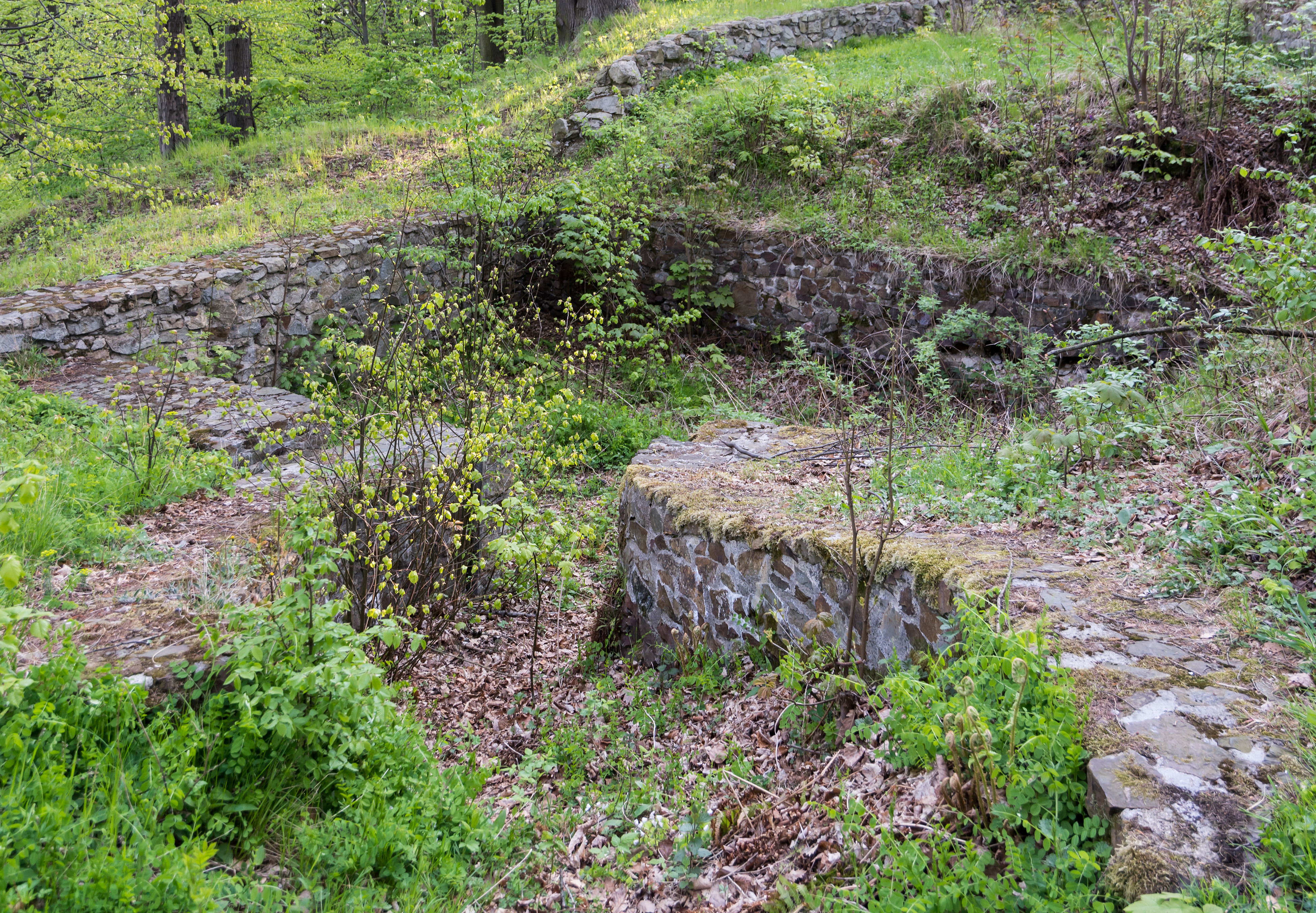
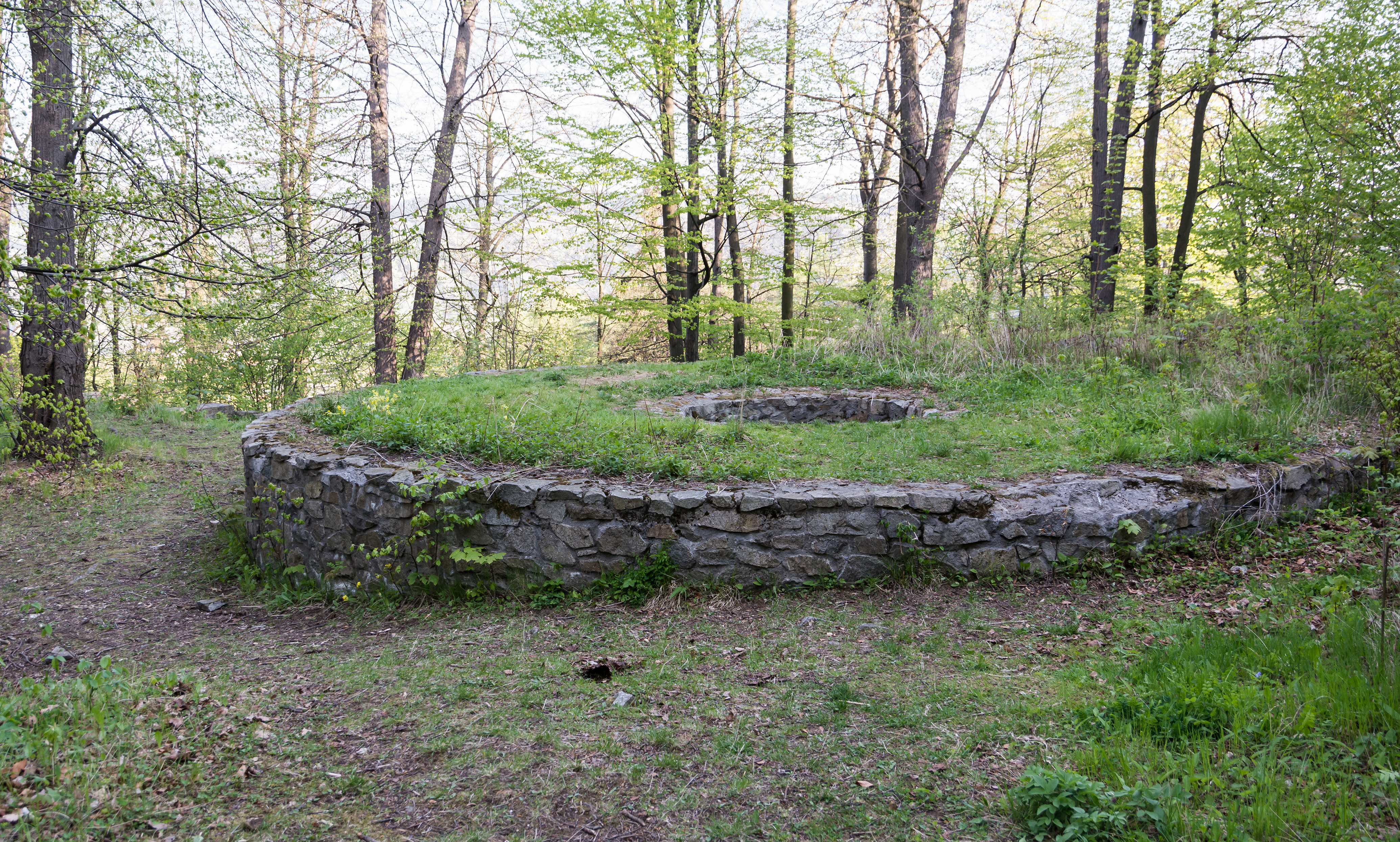
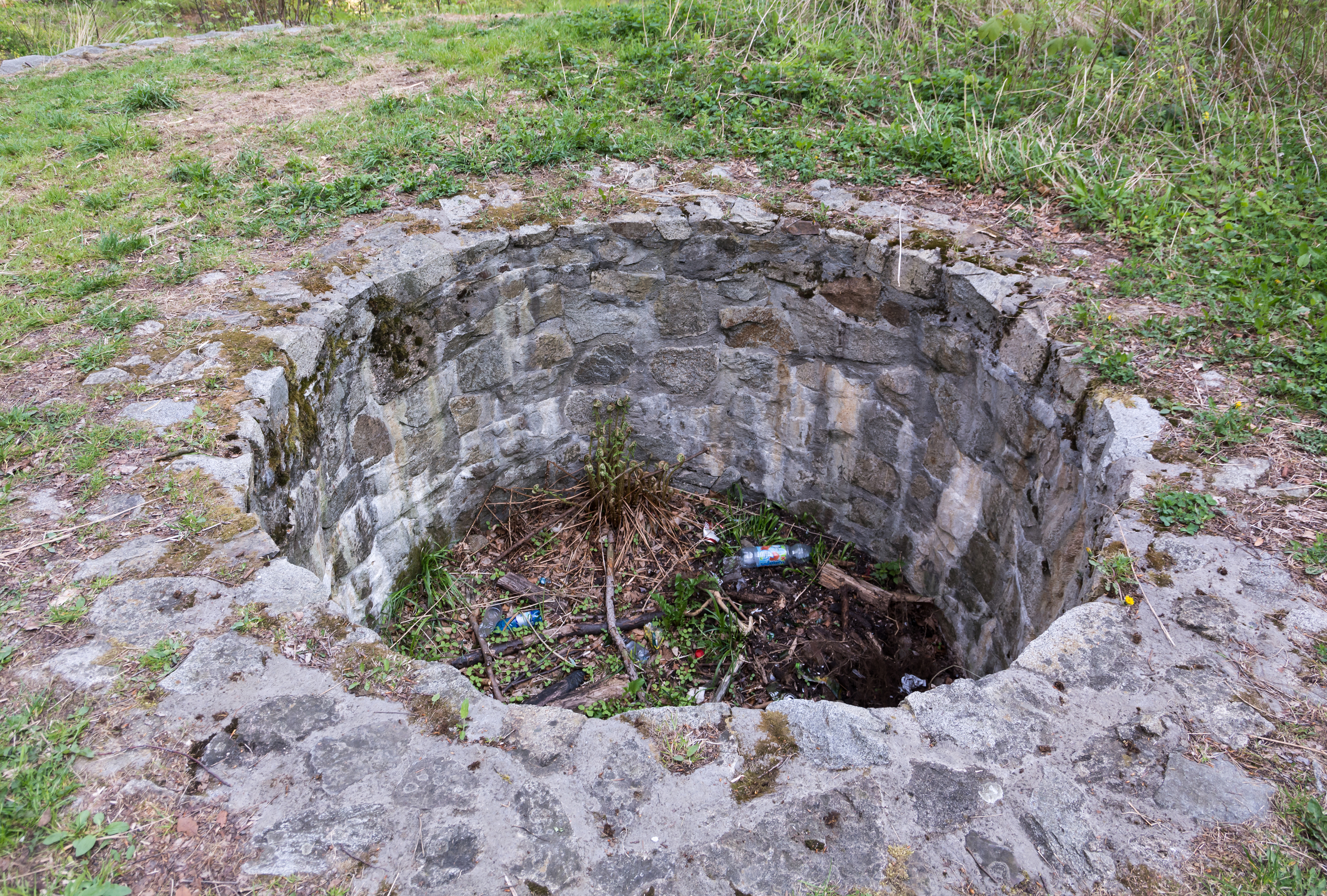
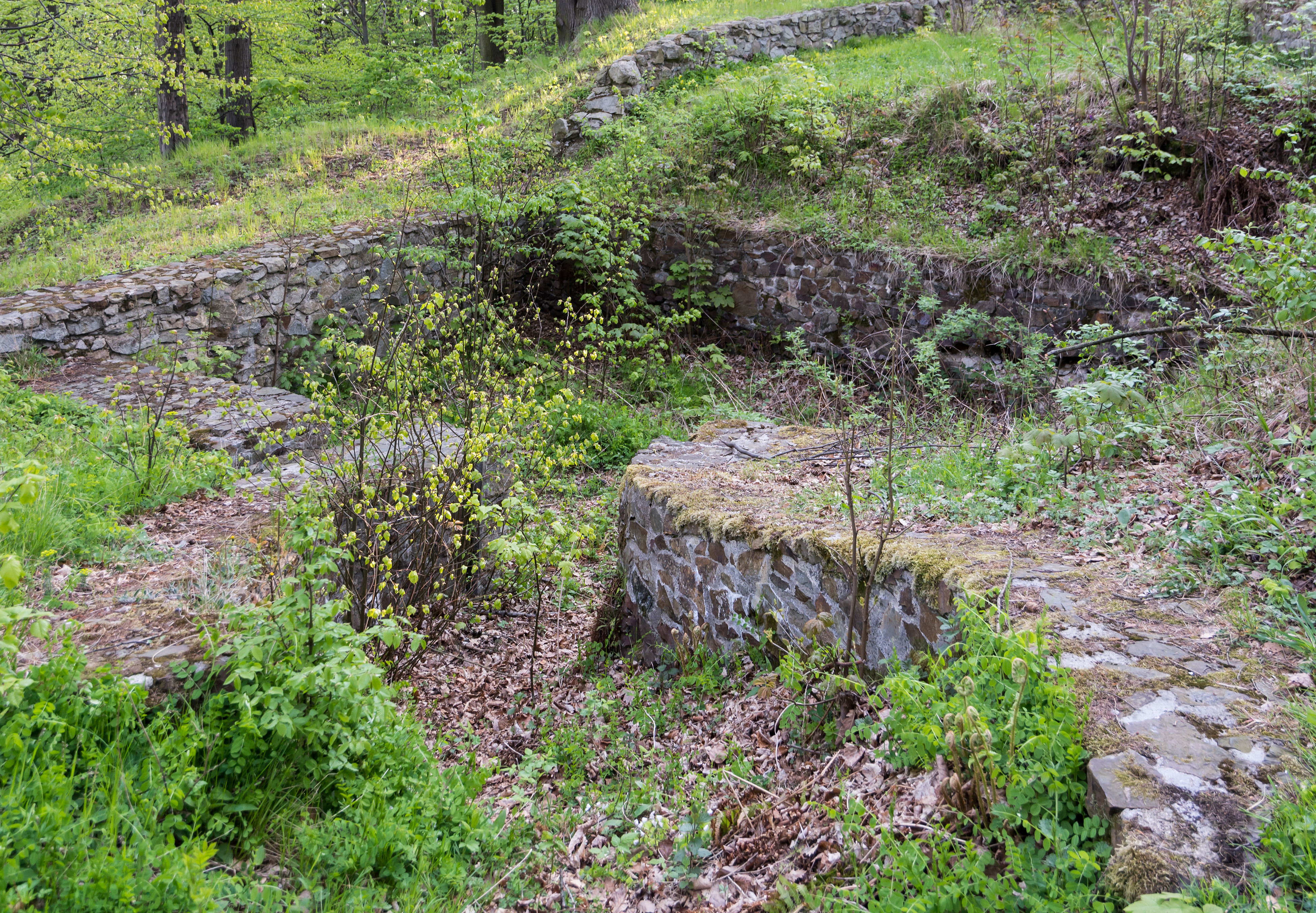
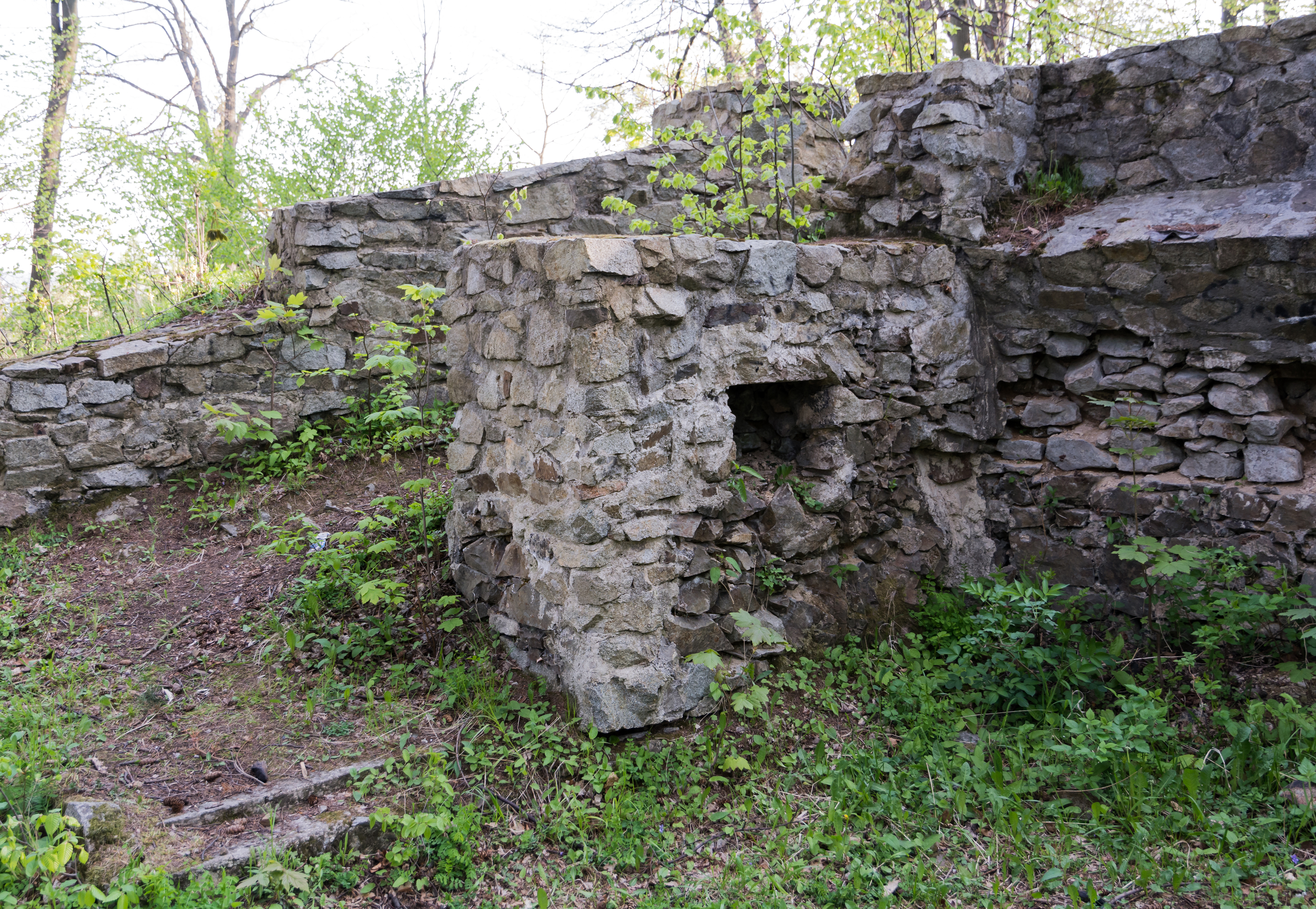
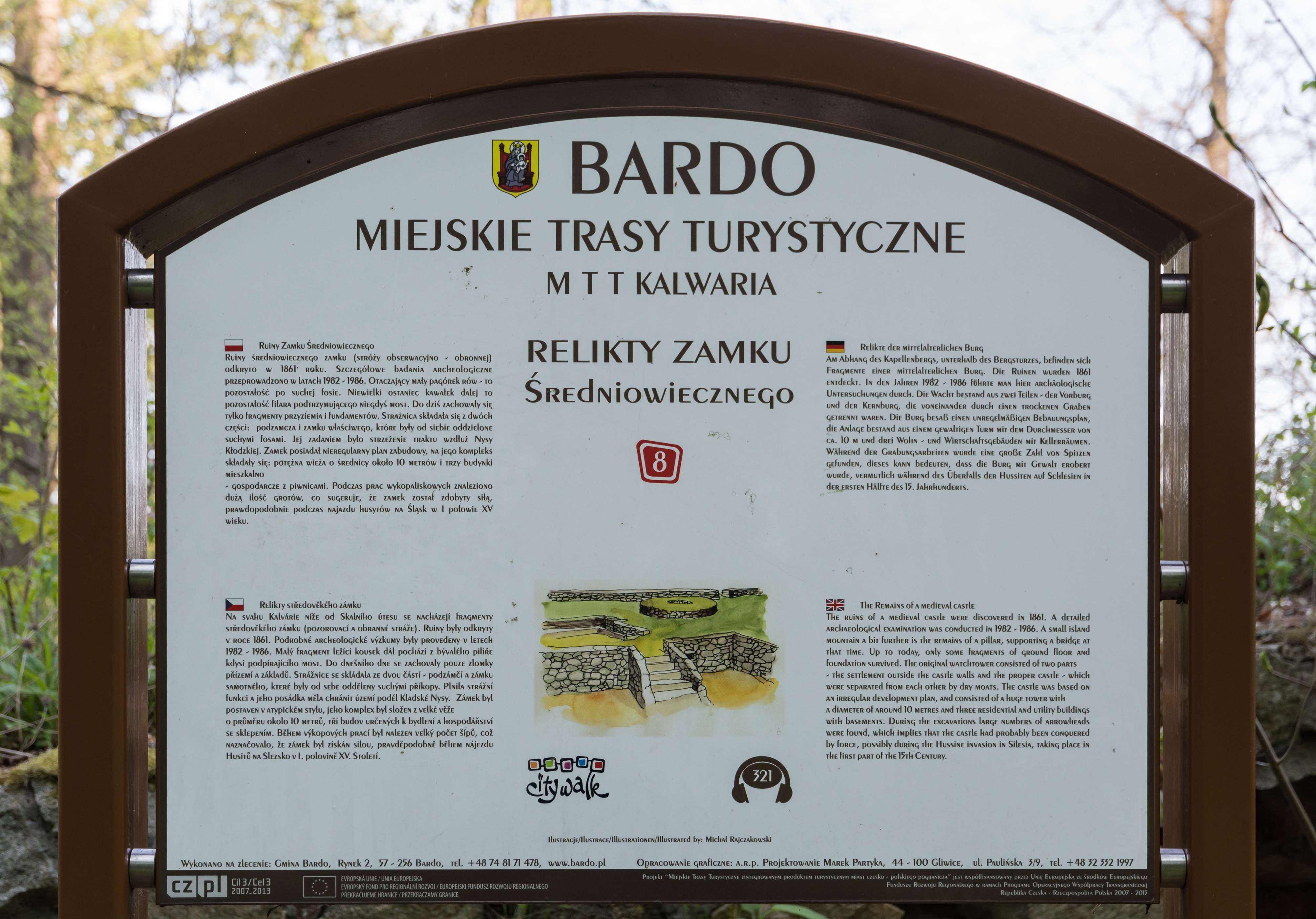